# Wet van de corresponderende toestanden

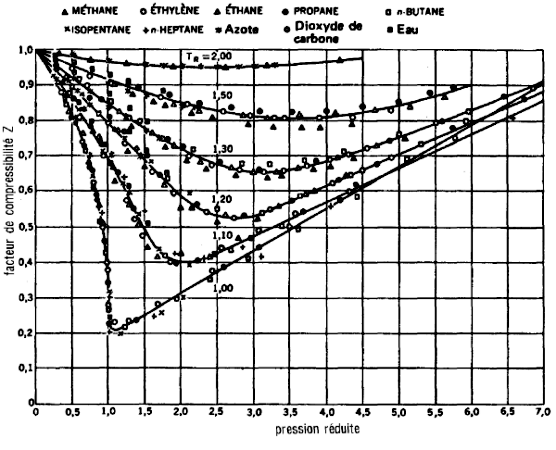
Amagat diagram waarbij de samendrukbaarheidsfactor Z wordt uitgezet als een functie van de gereduceerde druk P_{r} en gereduceerde temperatuur T_{r}

De wet van de corresponderende toestanden zegt dat de fasendiagrammen van vloeistof-dampsystemen identiek zijn mits zij worden geschaald met de kritische temperatuur, druk en molair volume.
Deze wet komt erop neer dat wanneer men van in de vergelijking van Van der Waals de druk p, het volume V  en de temperatuur T  deelt door respectievelijk de kritische druk pk , het kritisch volume Vk  en de kritische temperatuur Tk , de vergelijking onafhankelijk van het betreffende gas blijkt te worden. De gasafhankelijke constanten a en b in de originele vergelijking zijn hierbij vervangen door universele (gasonafhankelijke) grootheden Pr , Vr  en Tr :
{\displaystyle {\left(P_{r}+{\frac {3}{V_{r}^{2}}}\right)\left(3V_{r}-1\right)=8T_{r}}}
Deze 'wetmatigheid', gepubliceerd in 1880 door Van der Waals diende als leidraad voor de experimenten die uiteindelijk leidden tot de liquefactie van onder andere waterstof door James Dewar in 1898 en van helium door Heike Kamerlingh Onnes in 1908.